# Сухий Ташлик (село)
Сухи́й Ташлик — село в Побузькій громаді Голованівського району Кіровоградської області України. Населення становить 997 осіб.

## Географія
Селом протікає річка Малий Ташлик, права притока Синюхи.

## Населення
Згідно з переписом УРСР 1989 року чисельність наявного населення села становила 1042 особи, з яких 444 чоловіки та 598 жінок.
За переписом населення України 2001 року в селі мешкало 997 осіб.

### Мова
Розподіл населення за рідною мовою за даними перепису 2001 року:
| Мова       | Відсоток |
| ---------- | -------- |
| українська | 95,29 %  |
| російська  | 2,41 %   |
| молдовська | 1,20 %   |
| вірменська | 1,00 %   |
| болгарська | 0,10 %   |

## Відомі люди
В селі народився Луценко Онуфрій Максимович (1908-1977) — Герой Радянського Союзу.